# Thomas Baltzar
Thomas Baltzar (* um 1631 in Lübeck; † 24. Juli 1663 in London) war ein deutscher Violinist und Komponist.

## Leben
Als Baltzars Lehrer gelten der Lübecker Musiker Nicolaus Bleyer und Johann Schop. Von 1653 bis 1654 war Baltzar Kammerviolinist der Königin Christina von Schweden und begab sich nach deren Abdankung zunächst nach Lübeck, wo er eine Stelle als Ratsmusiker erhielt und dann 1655 weiter nach London. Dort erregte das mehrstimmige Violinspiel des fünfundzwanzigjährigen Aufsehen. 1661 wurde er zum Ersten Violinisten der Chapel Royal ernannt. Diese Anstellung hatte er bis zu seinem frühen Tod im Juli 1663 inne. 
In England war er einer der ersten, die den Generalbass in ihren Werken einsetzten. Er schuf Kompositionen für Violine Solo, zum Teil mit Skordatur, und Triosonaten, aber auch Werke für Streichensembles. Er vereinigte den norddeutschen Instrumentalstil mit dem der englischen Consortmusik. Ihm nachfolgende Komponisten wie Nicola Matteis und Henry Purcell übernahmen vielfach diese Art.
Ein im Jahr 1888 veröffentlichter Lebenslauf Baltzars von Carl Stiehl trug den Titel: „Thomas Baltzar ein Paganini seiner Zeit“.